# دانيال ستانكوفيتش
دانيال ستانكوفيتش (بالسلوفينية: Daniel Stankovič)‏ هو لاعب كرة قدم سلوفيني في مركز الهجوم، ولد في 11 أبريل 1984 في جمهورية يوغوسلافيا الاشتراكية الاتحادية. لعب مع نادي رودار فيلينيه.